# HIST1H1D
HIST1H1D‏ (Histone cluster 1 H1 family member d) هوَ بروتين يُشَفر بواسطة جين HIST1H1D في الإنسان.